# Cheiracanthium gobi
Cheiracanthium gobi là một loài nhện trong họ Miturgidae.
Loài này thuộc chi Cheiracanthium. Cheiracanthium gobi được miêu tả năm 2000 bởi Joachim Schmidt & Barensteiner.